# Camarãoindianernas brev

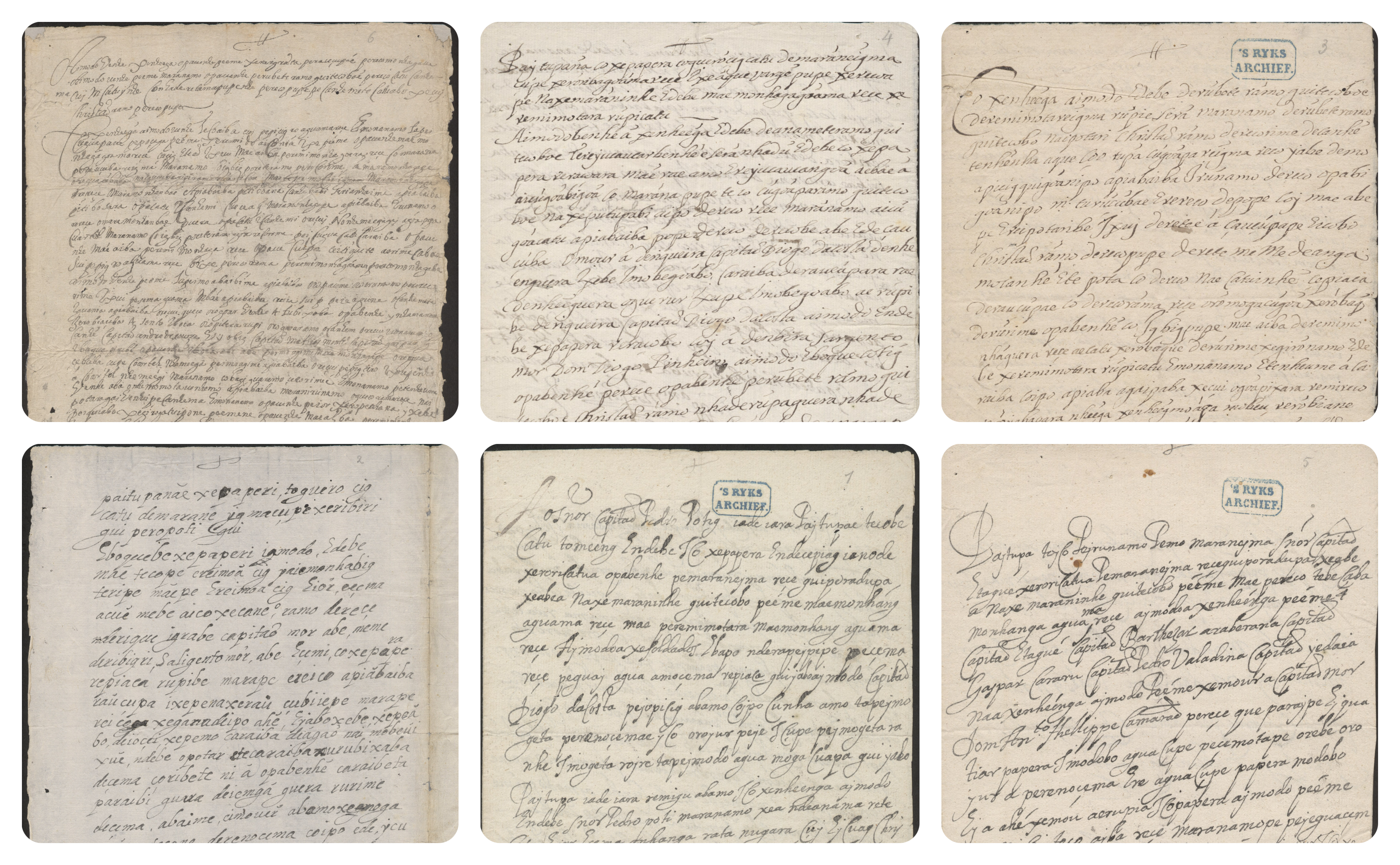
Camarãoindianernas brev.

Camarãoindianernas brev (portugisiska: cartas dos índios Camarões), även Tupibreven från camarãoindianerna (portugisiska: cartas tupis dos Camarões), är sex brev som växlades mellan potiguaraindianerna år 1645 under Nederländernas besittning i Sydamerika. De är de enda kända texterna som skrivits av brasilianska indianer fram till den brasilianska självständigheten. Breven är därtill de enda kända texterna från Vicekungadömet Brasilien som skrivits på tupispråket. Idag förvaras breven i arkiven i Nederländernas kungliga bibliotek där de har bevarats i nästan 400 år.
Den kompletta översättningen av breven publicerades för första gången i oktober 2022 av filologen Eduardo de Almeida Navarro som också transkriberade och kommenterade breven. Ett sjunde brev påträffades senare i Brasiliens nationalarkiv i Rio de Janeiro.